# Gérard Soler
Gérard Soler (n. Uchda. Marruecos, 29 de marzo de 1954) es un exfutbolista y actual entrenador marroquí nacionalizado francés, que jugaba de delantero y militó en diversos clubes de Francia.

## Selección nacional

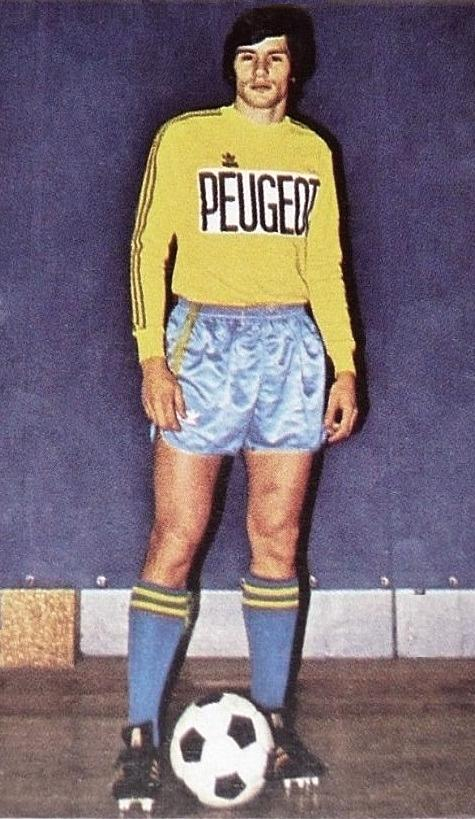
Soler durante su estadía como jugador del Sochaux en 1973

Con la Selección de fútbol de Francia, disputó 16 partidos internacionales y anotó solo 4 goles. Incluso participó con la selección francesa, en una sola edición de la Copa Mundial. La única participación de Soler en un mundial, fue en la edición de España 1982. donde anotó solo un gol y fue en la derrota por 3-1, ante su similar de Inglaterra en Bilbao, pero posteriormente su selección, obtuvo dignamente el cuarto lugar en la cita de España.

### Participaciones en Copas del Mundo
| Mundial                        | Sede   | Resultado    |
| ------------------------------ | ------ | ------------ |
| Copa Mundial de Fútbol de 1982 | España | Cuarto lugar |

## Clubes
| Club                  | País    | Año         |
| --------------------- | ------- | ----------- |
| AS Poissy             | Francia | 1971 - 1972 |
| Sochaux               | Francia | 1972 - 1978 |
| AS Mónaco             | Francia | 1978 - 1979 |
| Girondins de Bordeaux | Francia | 1979 - 1982 |
| Toulouse              | Francia | 1982 - 1984 |
| Strasbourg            | Francia | 1984 - 1985 |
| Bastia                | Francia | 1985 - 1986 |
| Lille                 | Francia | 1986        |
| Rennes                | Francia | 1986 - 1987 |
| US Orléans            | Francia | 1987 - 1988 |